# Нрехи, Тиа Инес
Тиа Вино Инес Н’Рехи (род. 1 октября 1993 года) — ивуарийская футболистка, нападающая сборной Кот-д’Ивуара.

## Клубная карьера
В 2010 году она начала свою Профессиональную футбольную карьеру в AS Juventus de Yopugon . В 2013 году она перешла в сербский Спартак (Суботица) . В 2015 году она перешла в российскую  команду россиянка . В 2017 году она перешла в турецкий  Бешикташ . С 2018 года она играет за Южно Корейский  Гёнджу.

## Достижения
Двукратная (2010, 2012) чемпионка Кот-д’Ивуара.
В сезоне 2013/14 стала чемпионкой Сербии в составе суботицкого «Спартака».
С 2015 года играла в составе химкинской «Россиянки». Вице-чемпионка (2015) и чемпионка (2016) России.
Привлекается в сборную Кот-д’Ивуара. В её составе участвовала в чемпионате мира 2015 года в Канаде. Бронзовый (2014) призёр чемпионата Африки. Бронзовый призёр (2015) Африканских игр.